# Melochia ministella
Melochia ministella är en malvaväxtart som beskrevs av C.L. Cristóbal. Melochia ministella ingår i släktet Melochia och familjen malvaväxter. Inga underarter finns listade i Catalogue of Life.